# 石巻ガス
石巻ガス株式会社（いしのまきがす）は、宮城県石巻市に本社を置く一般ガス事業者。石巻市に都市ガスを供給する。

## 事業内容
- 供給地域 - 石巻市
- ガス種 - 天然ガス（13A）

## 沿革
- 1959年5月 - 会社設立。
- 1961年6月 - ガス原料を軽油からナフサに変更。
- 2003年2月 - 供給ガスを、製造ガスから天然ガスに転換完了。
- 2011年3月11日 - 東日本大震災により被災。被害の甚大な地域を除く6,738戸を第一次復旧地域とし、日本ガス協会・大阪ガス・東部ガス・京葉ガスの協力により同年5月3日に復旧完了。被害の著しい2,700戸を第二次復旧地域とし、日本ガス協会・東京ガス・青森ガス・弘前ガス・盛岡ガス・一関ガス・鶴岡ガス・酒田天然ガス・福島ガスの協力により、4月28日より順次供給を再開している[1]。